# Francisco Bello
Francisco Bello é um cineasta. Como reconhecimento, foi nomeado ao Oscar 2008 na categoria de Melhor Documentário em Curta-metragem por Salim Baba.